# Holuhraun
Le Holuhraun, toponyme islandais signifiant littéralement en français « désert de lave troué », est un désert et un sandur d'Islande situé en bordure septentrionale du Vatnajökull, dans le centre du pays.

## Géographie
Faisant partie des Hautes Terres, une région reculée et sauvage d'Islande, le Holuhraun est bordé au sud par le Dyngjujökull, à l'ouest par le Trölladyngja et l'Urðarháls, au nord par l'Askja tandis que sa limite orientale est moins précise. Il forme l'extrémité méridionale de l'Ódáðahraun, l'un des plus grands désert de lave du pays. Son nom provient de la présence de deux cratères dont celui de l'Urðarháls. Il est traversé par les nombreux petits cours d'eau alimentés par la fonte du Dyngjujökull et qui donnent naissance à la Jökulsá á Fjöllum, le second plus long fleuve du pays. Cette eau s'infiltre en grandes quantités dans le sol poreux parfois au point de disparaître totalement, notamment en été où des tempêtes de poussière peuvent alors se produire. Il est traversé par la route F26.
Situé dans le prolongement septentrional des fissures volcaniques qui s'étirent au nord-est du Bárðarbunga, un important volcan sous-glaciaire, son sol est principalement formé des laves issues de ce volcan, que ce soit sous la forme de coulées ou d'alluvions d'origine volcanique. La configuration géologique de cette région de l'Islande avec la présence de volcans sous-glaciaires, tels le Bárðarbunga et le Grímsvötn, est responsable de la présence d'un risque de jökulhlaup, un type d'inondation glaciaire brutal et dévastateur qui a déjà affecté à de nombreuses reprises le Holuhraun.

## Histoire

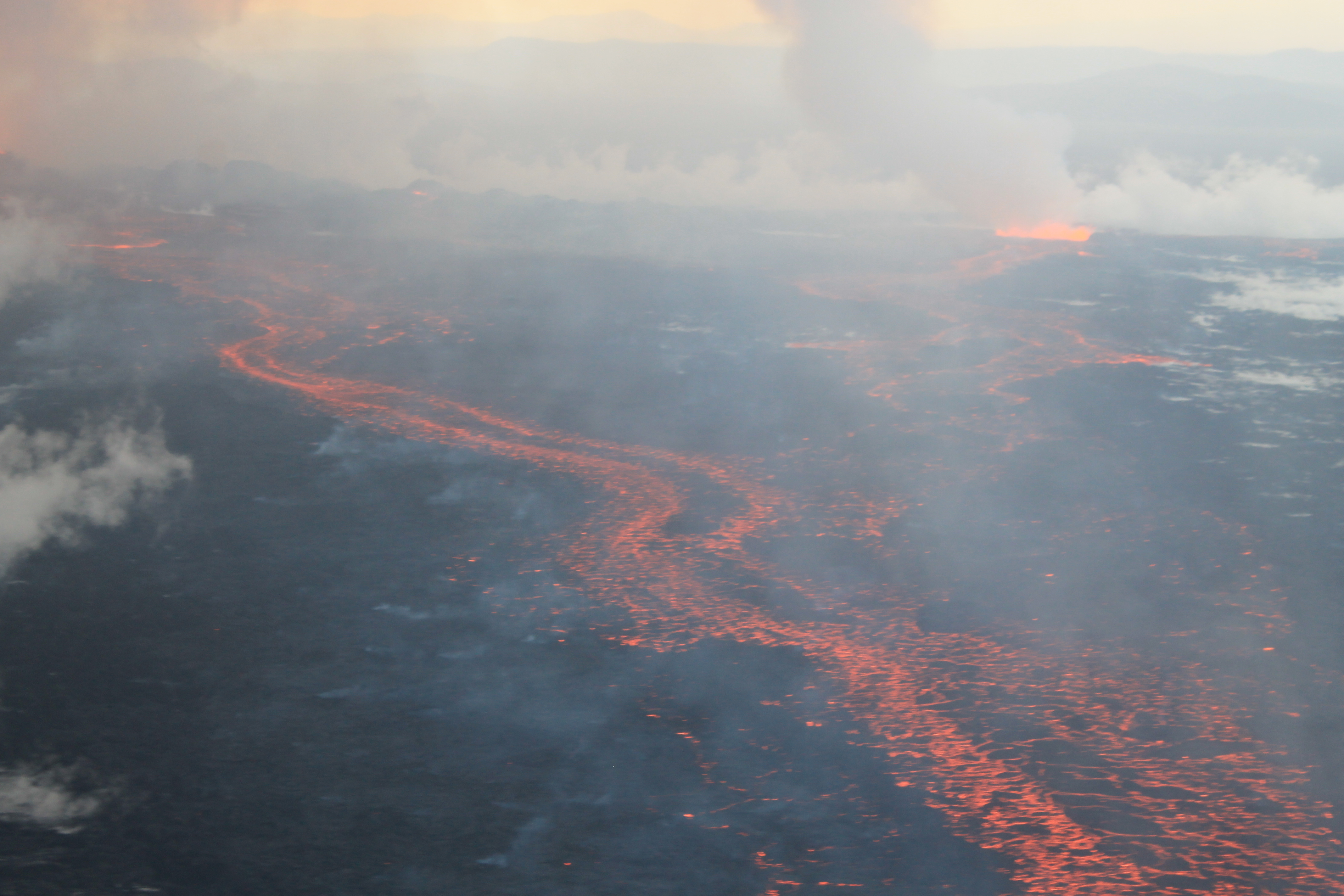
Vue aérienne le 4 septembre 2014 d'une coulée de lave dans le Holuhraun dans le cadre d'une éruption du Bárðarbunga.

Fréquentée du temps des Vikings, la région du Holuhraun est redécouverte en 1880 par une expédition danoise qui la nomme alors Kvislarhraun. C'est quatre ans plus tard qu'elle reçoit son nom actuel par le naturaliste et explorateur Þorvaldur Thoroddsen.
Le 29 août 2014, le Bárðarbunga entre en éruption par l'ouverture d'une fissure volcanique dans le Holuhraun. La coulée de lave issue des fontaines progresse vers le nord-est entre deux bras de la Jökulsá á Fjöllum, le deuxième fleuve du pays prenant sa source au Dyngjujökull. L'éruption s'est achevée le 27 février. En revanche, les géologues estiment qu'une nouvelle éruption centrée sur le Bárðarbunga lui-même est probable car la chambre magmatique est toujours active.